# 滨海圣埃尔皮迪奥
滨海圣埃尔皮迪奥（義大利語：Sant'Elpidio a Mare），是意大利费尔莫省的一个市镇。总面积50.38平方公里，人口17020人，人口密度337.8人/平方公里（2009年）。ISTAT代码为044068。